# Джон Бойд (актор)
Джон Бойд (англ. John Boyd, нар. 22 жовтня 1981, Нью-Йорк, США) — американський актор. Найбільш відомий своєю головною ролью Арло Ґласса у телесеріалі «24» у 2010 році. Він також знявся в політичному трилері «Арго» (2012), який отримав премію «Оскар», і знявся у З 2014 по 2017 як спеціальний агент ФБР Джеймс Обрі в кримінальній драмі «Кістки». У 2019 році він почав грати роль спеціального агента Стюарта Сколи в кримінальному драматичному серіалі «ФБР».

## Біографія
Бойд є випускником Беннінгтонського коледжу. У нього є троє дітей.

## Кар'єра
Бойд почав свою акторську кар'єру в 2005 році, з'являючись у короткометражних фільмах і різних другорядних ролях у фільмах, а також знявшись в епізоді юридичної драми NBC «Закон і порядок» у 2005 році; Бойд повернувся в шоу в 2006 році але як інший персонаж. У 2010 році він отримав свою першу головну роль на телебаченні у восьмому сезоні шпигунського трилера «24».
Після закінчення серіалу «24» Бойд зіграв головну роль у американській юридичній драмі «Форс-мажори» і мав зіграти роль Тодда в пілотній комедії «Ісландія» в 2011 році, але телеканал закрив телесеріал. Бойд знявся в політичному трилері «Арго», який отримав премію «Оскар» 2012 року, разом з Беном Аффлеком і Браяном Кренстоном. У 2013 році він зіграв головну роль у короткостроковому трилері Fox «Контакт», у якому Бойд возз’єднався зі своїм колегою по серіалу «24» Кіфером Сазерлендом.
У 2014 році Бойд почав зніматися в ролі спеціального агента ФБР Джеймса Обрі в кримінальній драмі «Кістки» в десятому сезоні. Бойд залишався в шоу до завершення дванадцятого сезону в 2017 році.
З 2019 року знімається у телесеріалі «ФБР», а також у спіно-ффах: «ФБР: Найбільш розшукувані» та «ФБР: За кордоном»

## Фільмографія
| Рік       |    | Українська назва          | Оригінальна назва         | Роль           |
| --------- | -- | ------------------------- | ------------------------- | -------------- |
| 2005      | кф | Залишся                   | Stay                      | Луїс           |
| 2005      | ф  | Будівельна дівчина        | Building Girl             | Колін          |
| 2005      | с  | Закон і порядок           | Law & Order               | Зак Барнс      |
| 2005      | ф  | Непристойна Бетті Пейдж   | The Notorious Bettie Page | Джек           |
| 2006      | кф | Йди за Мною               | Follow Me                 | Гровер         |
| 2006      | ф  | Поля свободи              | Fields of Freedom         | Рядовий Дойлі  |
| 2006      | с  | Закон і порядок           | Law & Order               | Кенні Елліс    |
| 2006      | ф  | Дівчина з води            | Lady in the Water         | Курець         |
| 2007      | ф  | Необережний               | Careless                  | П'яний хлопець |
| 2008      | с  | Межа                      | Fringe                    | Ієн Спенсер    |
| 2009      | ф  | Найкращий                 | The Greatest              | Ваєт           |
| 2009      | ф  | Милосердя                 | Mercy                     | Ерік           |
| 2010      | с  | 24                        | 24                        | Арло Гласс     |
| 2010      | ф  | Джеллі                    | Jelly                     | Флойд Маркс    |
| 2011      | с  | Форс-мажори               | Suits                     | Грегорі Бун    |
| 2011      | с  | Ісландія                  | Iceland                   | Тодд           |
| 2012      | ф  | Арго                      | Argo                      | Ламонт         |
| 2013      | с  | Контакти                  | Touch                     | Кейс           |
| 2014      | с  | Щоденники Керрі           | The Carrie Diaries        | Елліот         |
| 2015—2017 | с  | Кістки                    | Bones                     | Джеймс Абри    |
| 2018      | ф  | М'ята                     | Peppermint                | Марвін         |
| 2019—2025 | с  | ФБР                       | FBI                       | Стюарт Скола   |
| 2020—2025 | с  | ФБР: Найбільш розшукувані | FBI: Most Wanted          | Стюарт Скола   |
| 2023      | с  | ФБР: За кордоном          | FBI: International        | Стюарт Скола   |